# Spilosoma amelaina
Spilosoma amelaina là một loài bướm đêm thuộc phân họ Arctiinae, họ Erebidae.